# Pugwash
Pugwash ist ein kleines Fischerdorf in Nova Scotia, Kanada. Die Ortschaft liegt an der Mündung des Pugwash River in die Northumberlandstraße. Der Name Pugwash stammt vom Mi’kmaq-Wort Paqweak, was „flaches Wasser“ bedeutet, in Anlehnung an den nahen Fluss. Da die Ortschaft auf einem 450 Meter dicken Salzdepot liegt, ist sie die Heimat der größten Salzmine in den Atlantischen Provinzen Kanadas. Bekannt wurde der Ort 1957 durch die Pugwash Conferences on Science and World Affairs, die 1995 mit dem Friedensnobelpreis ausgezeichnet wurden.

## Geschichte
Die ersten europäischen Siedler waren Farmer aus den Neuengland-Staaten. Während der Amerikanischen Revolution kamen die Loyalisten als neue Siedler hinzu, die durch Landgarantien angelockt wurden. Auch Briten, Schotten und Iren suchten ein besseres Leben in Nova Scotia.
Der Schiffbau und die europäische Nachfrage nach Holz brachten Wachstum nach Pugwash. Nach dem Niedergang der Segelschifffahrt erfuhr die Ortschaft einen wirtschaftlichen Niedergang. Der Anschluss von Pugwash an die Eisenbahn im Jahr 1890 brachte auch nicht den erhofften Auftrieb.
Vier Mal, in den Jahren 1890, 1898, 1901 und 1929, wurde die Ortschaft von verheerenden Feuern zerstört. Die Arbeitslosenzahl stieg an, und die Bevölkerung musste in den umliegenden Siedlungen nach Arbeit suchen. 1929 kam dann die Wende, als Cyrus Eaton, ein amerikanischer Industrieller, zurück an seinen Geburtsort kam. Er verwandte sein Geld, um die Ortschaft wieder aufzubauen und sicherte die Stadt vor Überflutungen. Er ließ Gehsteige asphaltieren und einen Park anlegen, um die Ortschaft für Touristen attraktiv zu machen. Sein Plan schlug jedoch zu diesem Zeitpunkt fehl.

## Wirtschaft
Noch heute sind der Hummerfang und die Waldwirtschaft die wichtigsten Wirtschaftsfaktoren der Region. Die Canada Salt Company Ltd und die Firma Seagull Pewter sind Hauptarbeitgeber der Ortschaft. Auch der Tourismus gewinnt an Bedeutung.

## Belege
1. ↑  Statistics Canada: Census Profile, 2016 Census – Pugwash, Class IV area (Designated place), Nova Scotia and Nova Scotia (Province), abgerufen am 16. Mai 2022.